# Гранароло-делл-Емілія
Гранароло-делл-Емілія, Ґранароло-делл'Емілія (італ. Granarolo dell'Emilia) — муніципалітет в Італії, у регіоні Емілія-Романья, метрополійне місто Болонья.
Гранароло-делл-Емілія розташоване на відстані близько 310 км на північ від Рима, 11 км на північний схід від Болоньї.
Населення — 11 565 осіб (2014).
Щорічний фестиваль відбувається 28 квітня. Покровитель — San Vitale.

## Демографія
Населення за роками:

Станом на 1 січня 2023 року в муніципалітеті офіційно проживало 1029 іноземців з 73 країн, серед них 404 громадяни країн Євросоюзу та 44 громадяни України.

## Сусідні муніципалітети
- Бентівольйо
- Болонья
- Будріо
- Кастель-Маджоре
- Кастеназо
- Мінербіо